# Distretti congressuali della California

Distretti congressuali della California

Lo stato della California è diviso in 52 distretti congressuali, ognuno rappresentato da un rappresentante alla Camera dei rappresentanti degli Stati Uniti.
I distretti sono attualmente rappresentati al 119º Congresso degli Stati Uniti d'America da 43 democratici e da 9 repubblicani.

## Distretti e rispettivi rappresentanti
| Distretto | Rappresentante       | Partito      | CPVI | In carica dal  | Mappa del distretto |
| --------- | -------------------- | ------------ | ---- | -------------- | ------------------- |
| 1°        | Doug LaMalfa         | Repubblicano | R+12 | 3 gennaio 2013 |                     |
| 2°        | Jared Huffman        | Democratico  | D+24 | 3 gennaio 2013 |                     |
| 3°        | Kevin Kiley          | Repubblicano | R+2  | 3 gennaio 2023 |                     |
| 4°        | Mike Thompson        | Democratico  | D+17 | 3 gennaio 1999 |                     |
| 5°        | Tom McClintock       | Repubblicano | R+8  | 3 gennaio 2009 |                     |
| 6°        | Ami Bera             | Democratico  | D+8  | 3 gennaio 2013 |                     |
| 7°        | Doris Matsui         | Democratico  | D+16 | 10 marzo 2005  |                     |
| 8°        | John Garamendi       | Democratico  | D+24 | 3 gennaio 2009 |                     |
| 9°        | Josh Harder          | Democratico  | D+1  | 3 gennaio 2019 |                     |
| 10°       | Mark DeSaulnier      | Democratico  | D+18 | 3 gennaio 2015 |                     |
| 11°       | Nancy Pelosi         | Democratico  | D+36 | 2 giugno 1987  |                     |
| 12°       | Lateefah Simon       | Democratico  | D+39 | 3 gennaio 2025 |                     |
| 13°       | Adam Gray            | Democratico  | R+1  | 3 gennaio 2025 |                     |
| 14°       | Eric Swalwell        | Democratico  | D+20 | 3 gennaio 2013 |                     |
| 15°       | Kevin Mullin         | Democratico  | D+26 | 3 gennaio 2023 |                     |
| 16°       | Sam Liccardo         | Democratico  | D+26 | 3 gennaio 2025 |                     |
| 17°       | Ro Khanna            | Democratico  | D+21 | 3 gennaio 2017 |                     |
| 18°       | Zoe Lofgren          | Democratico  | D+17 | 3 gennaio 1995 |                     |
| 19°       | Jimmy Panetta        | Democratico  | D+18 | 3 gennaio 2017 |                     |
| 20°       | Vince Fong           | Repubblicano | R+15 | 21 maggio 2024 |                     |
| 21°       | Jim Costa            | Democratico  | D+4  | 3 gennaio 2005 |                     |
| 22°       | David Valadao        | Repubblicano | R+1  | 3 gennaio 2021 |                     |
| 23°       | Jay Obernolte        | Repubblicano | R+8  | 3 gennaio 2021 |                     |
| 24°       | Salud Carbajal       | Democratico  | D+13 | 3 gennaio 2017 |                     |
| 25°       | Raul Ruiz            | Democratico  | D+3  | 3 gennaio 2013 |                     |
| 26°       | Julia Brownley       | Democratico  | D+8  | 3 gennaio 2013 |                     |
| 27°       | George T. Whitesides | Democratico  | D+3  | 3 gennaio 2025 |                     |
| 28°       | Judy Chu             | Democratico  | D+15 | 14 luglio 2009 |                     |
| 29°       | Luz Rivas            | Democratico  | D+20 | 3 gennaio 2025 |                     |
| 30°       | Laura Friedman       | Democratico  | D+22 | 3 gennaio 2025 |                     |
| 31°       | Gil Cisneros         | Democratico  | D+10 | 3 gennaio 2025 |                     |
| 32°       | Brad Sherman         | Democratico  | D+17 | 3 gennaio 1997 |                     |
| 33°       | Pete Aguilar         | Democratico  | D+7  | 3 gennaio 2015 |                     |
| 34°       | Jimmy Gomez          | Democratico  | D+28 | 11 luglio 2017 |                     |
| 35°       | Norma Torres         | Democratico  | D+8  | 3 gennaio 2015 |                     |
| 36°       | Ted Lieu             | Democratico  | D+21 | 3 gennaio 2015 |                     |
| 37°       | Sydney Kamlager-Dove | Democratico  | D+33 | 3 gennaio 2023 |                     |
| 38°       | Linda Sánchez        | Democratico  | D+10 | 3 gennaio 2003 |                     |
| 39°       | Mark Takano          | Democratico  | D+7  | 3 gennaio 2013 |                     |
| 40°       | Young Kim            | Repubblicano | R+1  | 3 gennaio 2021 |                     |
| 41°       | Ken Calvert          | Repubblicano | R+2  | 3 gennaio 1993 |                     |
| 42°       | Robert Garcia        | Democratico  | D+18 | 3 gennaio 2023 |                     |
| 43°       | Maxine Waters        | Democratico  | D+27 | 3 gennaio 1991 |                     |
| 44°       | Nanette Barragán     | Democratico  | D+19 | 3 gennaio 2017 |                     |
| 45°       | Derek Tran           | Democratico  | D+1  | 3 gennaio 2025 |                     |
| 46°       | Lou Correa           | Democratico  | D+11 | 3 gennaio 2017 |                     |
| 47°       | Dave Min             | Democratico  | D+3  | 3 gennaio 2025 |                     |
| 48°       | Darrell Issa         | Repubblicano | R+7  | 3 gennaio 2021 |                     |
| 49°       | Mike Levin           | Democratico  | D+4  | 3 gennaio 2019 |                     |
| 50°       | Scott Peters         | Democratico  | D+16 | 3 gennaio 2013 |                     |
| 51°       | Sara Jacobs          | Democratico  | D+13 | 3 gennaio 2021 |                     |
| 52°       | Juan Vargas          | Democratico  | D+13 | 3 gennaio 2013 |                     |

## Distretti obsoleti
- Distretto congressuale at-large della California
- 53º Distretto congressuale della California